# Westvleteren Acht
Westvleteren Acht is een van de Westvleteren-bieren, de trappistenbieren uit de huisbrouwerij van de trappistenabdij Sint-Sixtusabdij in Westvleteren.
De Westvleteren Acht heeft een blauwe kroonkurk en, net zoals de overige Westvleteren-bieren, geen etiket.
Het bier is een bitter bier met een EBU van 35. Het bier heeft met een EBC van 72 een donker koper, bruine kleur.
Verder heeft het bier een schijnbare vergistingsgraad van 88% en een oorspronkelijke dichtheid van 1,072.
Het bier wordt niet verkocht aan winkels en de horeca en is officieel enkel te verkrijgen bij de abdij zelf en in het café tegenover de abdij (Café In De Vrede). Toch vindt het bier soms in kleine hoeveelheden de weg naar winkels en cafés. De monniken kunnen niet altijd aan de vraag voldoen, maar kiezen ervoor om hun brouwerij kleinschalig te houden.
Blond · Zes · Acht · Twaalf